# Olimpio de Bizancio
Olímpio u Olimpiano (en griego, Ολυμπιανός; muerto en 198) fue obispo de Bizancio durante once años (187-198). Sucedió a Pertinax.
En 196 Bizancio fue conquistada por el emperador Septimio Severo durante su rivalidad con Pescenio Níger. Irritado por el apoyo de la ciudad hacia su rival, Septimio Severo la rebajó al estatus de barriada y la convirtió en parte de la ciudad tracia de Heraclea. El obispado de Bizancio se mantuvo bajo Heraclea durante más de un siglo.
Su sucesor fue Marcos I.